# Motomondiale 2001
La stagione 2001 è stata la cinquantatreesima del Motomondiale; si svolsero le stesse 16 prove dell'anno precedente con solo delle modifiche nell'ordine del calendario.

## Il contesto
Si trattò dell'ultima stagione di gare della classe 500, categoria dove ormai da anni gareggiavano solo motociclette dotate di motore a due tempi, destinata ad essere sostituita dal motomondiale 2002 dalla nuova MotoGP dove erano ammesse motociclette con motore a quattro tempi di cilindrata inferiore a 1.000 cm³.
In totale la storia della classe 500 terminò dopo 580 gran premi: il primo fu al Tourist Trophy 1949 e l'unico circuito su cui si svolse in tutte le 53 edizioni fu quello di Assen.
La stagione di gare iniziò l'8 aprile con la disputa del Gran Premio motociclistico del Giappone per prevedere quindici giorni dopo la trasferta per il Gran Premio motociclistico del Sudafrica; le gare disputate consecutivamente tra maggio e settembre in Europa furono sempre dieci. La conclusione avvenne con quattro trasferte, dapprima in Asia e Oceania per la seconda prova disputata in Giappone, per il Gran Premio motociclistico d'Australia e quello della Malesia (l'anno precedente inserito invece all'inizio de calendario); la prova conclusiva si ebbe in Sudamerica con il Gran Premio motociclistico del Brasile del 3 novembre.
Si sono laureati campioni del mondo Valentino Rossi nella classe 500, Daijirō Katō nella classe 250 e Manuel Poggiali nella classe 125; i primi due disponevano di moto Honda, il terzo di una Gilera, fu comunque la casa motociclistica giapponese ad aggiudicarsi il titolo costruttori in tutte e tre le classi.
Durante la stagione, in occasione delle tre vittorie ottenute nel GP del Giappone, proprio la Honda tagliò il traguardo storico delle 500 vittorie ottenute in tutte le categorie.

## Il calendario
| Data Resoconto         | Gran Premio (Circuito)                  | Vincitori         | Vincitori         | Vincitori       | Vincitori | Vincitori | Vincitori |
| Data Resoconto         | Gran Premio (Circuito)                  | classe 125        | classe 250        | classe 500      |           |           |           |
| 8 aprile Resoconto     | GP del Giappone (Suzuka)                | Masao Azuma       | Daijirō Katō      | Valentino Rossi |           |           |           |
| 22 aprile Resoconto    | GP del Sudafrica (Welkom)               | Yōichi Ui         | Daijirō Katō      | Valentino Rossi |           |           |           |
| 6 maggio Resoconto     | GP di Spagna (Jerez)                    | Masao Azuma       | Daijirō Katō      | Valentino Rossi |           |           |           |
| 20 maggio Resoconto    | GP di Francia (Le Mans)                 | Manuel Poggiali   | Daijirō Katō      | Max Biaggi      |           |           |           |
| 3 giugno Resoconto     | GP d'Italia (Mugello)                   | Noboru Ueda       | Tetsuya Harada    | Alex Barros     |           |           |           |
| 17 giugno Resoconto    | GP di Catalogna (Catalunya)             | Lucio Cecchinello | Daijirō Katō      | Valentino Rossi |           |           |           |
| 30 giugno Resoconto    | GP d'Olanda (Assen)                     | Toni Elías        | Jeremy McWilliams | Max Biaggi      |           |           |           |
| 8 luglio Resoconto     | GP di Gran Bretagna (Donington Park)    | Yōichi Ui         | Daijirō Katō      | Valentino Rossi |           |           |           |
| 22 luglio Resoconto    | GP di Germania (Sachsenring)            | Simone Sanna      | Marco Melandri    | Max Biaggi      |           |           |           |
| 26 agosto Resoconto    | GP della Repubblica Ceca (Brno)         | Toni Elías        | Tetsuya Harada    | Valentino Rossi |           |           |           |
| 9 settembre Resoconto  | GP del Portogallo (Estoril)             | Manuel Poggiali   | Daijirō Katō      | Valentino Rossi |           |           |           |
| 23 settembre Resoconto | GP della Comunità Valenciana (Valencia) | Manuel Poggiali   | Daijirō Katō      | Sete Gibernau   |           |           |           |
| 7 ottobre Resoconto    | GP del Pacifico (Motegi)                | Yōichi Ui         | Tetsuya Harada    | Valentino Rossi |           |           |           |
| 14 ottobre Resoconto   | GP d'Australia (Phillip Island)         | Yōichi Ui         | Daijirō Katō      | Valentino Rossi |           |           |           |
| 21 ottobre Resoconto   | GP della Malesia (Sepang)               | Yōichi Ui         | Daijirō Katō      | Valentino Rossi |           |           |           |
| 3 novembre Resoconto   | GP del Brasile (Jacarepaguá)            | Yōichi Ui         | Daijirō Katō      | Valentino Rossi |           |           |           |

## Sistema di punteggio e legenda
| Pos.  | 1  | 2  | 3  | 4  | 5  | 6  | 7 | 8 | 9 | 10 | 11 | 12 | 13 | 14 | 15 | 16 > |
| ----- | -- | -- | -- | -- | -- | -- | - | - | - | -- | -- | -- | -- | -- | -- | ---- |
| Punti | 25 | 20 | 16 | 13 | 11 | 10 | 9 | 8 | 7 | 6  | 5  | 4  | 3  | 2  | 1  | 0    |

## Le classi

### Classe 500

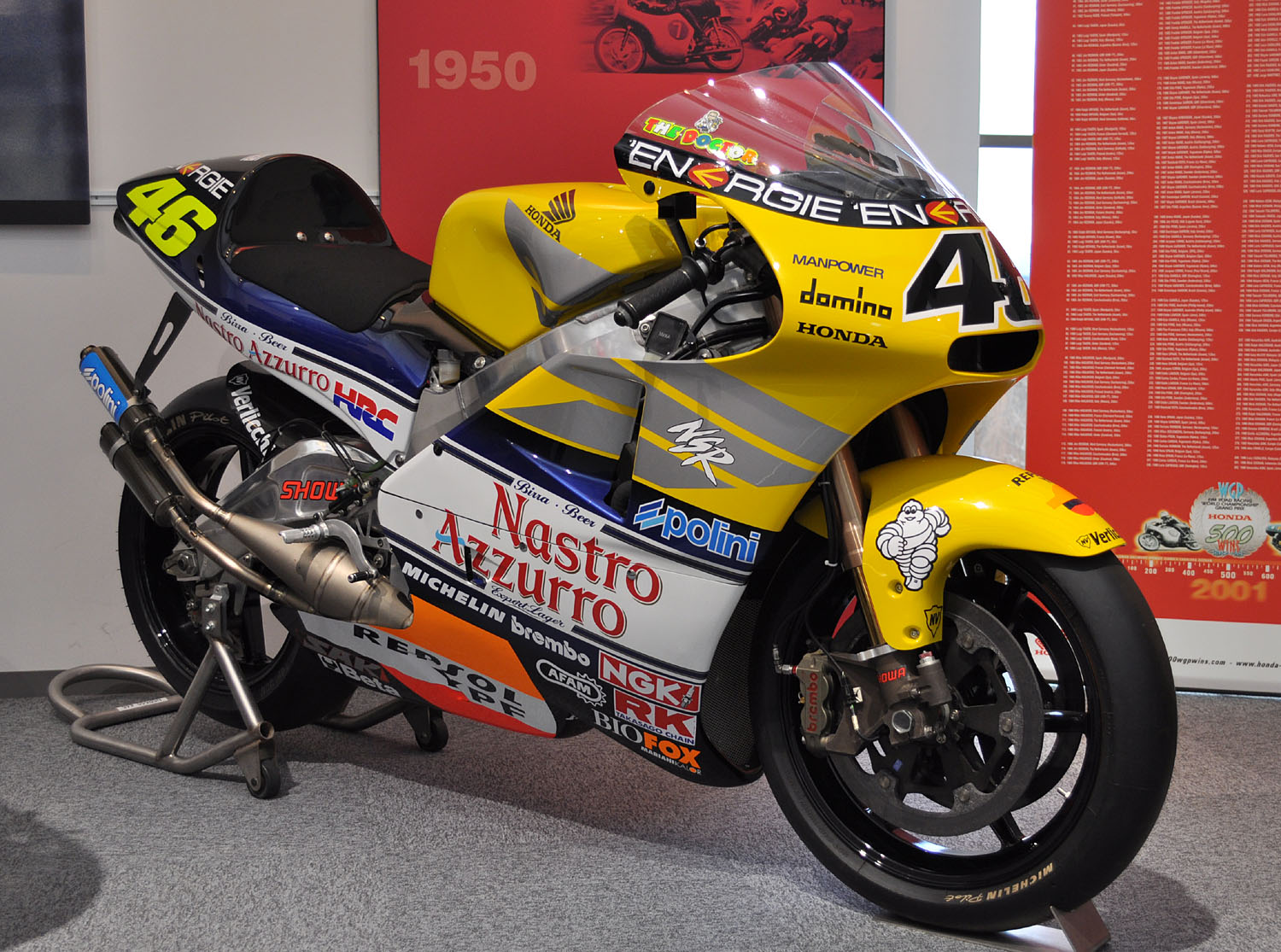
La Honda NSR 500 vincitrice del titolo.

Al secondo anno nella classe regina, Valentino Rossi si aggiudicò il titolo piloti su una Honda NSR (sempre gestita da un team autonomo rispetto a quello ufficiale della Honda Racing Corporation, che schierava tra le sue file Àlex Crivillé e Tōru Ukawa), precedendo i connazionali Max Biaggi su una Yamaha YZR e Loris Capirossi su Honda. Quest'ultima si aggiudicò anche il titolo riservato ai costruttori, precedendo Yamaha e Suzuki.
Il detentore del titolo iridato del motomondiale 2000, Kenny Roberts Jr su Suzuki, si dovette accontentare quest'anno dell'undicesimo posto finale senza alcuna vittoria.
Rossi si aggiudicò anche 11 dei 16 Gran Premi in calendario, Biaggi si impose in altre tre occasioni e gli ultimi due successi furono di Alex Barros su Honda e di Sete Gibernau passato quest'anno alla guida della Suzuki RGV Γ 500.
Alcuni dei Gran Premi della stagione furono avversati dal maltempo: il GP d'Italia (disputato in due manches), quello d'Olanda (gara ridotta in lunghezza) e quello del Brasile.
Come in diversi casi precedenti, non sempre si ebbero 15 piloti a traguardo e, di conseguenza, non sempre tutti i punti disponibili vennero assegnati.

Classifica piloti (prime 5 posizioni)
| Pos. | Pilota          | Moto   |   |   |    |    |     |     |   |    |   |    |     |     |     |   |     |   | P.ti |
| ---- | --------------- | ------ | - | - | -- | -- | --- | --- | - | -- | - | -- | --- | --- | --- | - | --- | - | ---- |
| 1    | Valentino Rossi | Honda  | 1 | 1 | 1  | 3  | Rit | 1   | 2 | 1  | 7 | 1  | 1   | 11  | 1   | 1 | 1   | 1 | 325  |
| 2    | Max Biaggi      | Yamaha | 3 | 8 | 11 | 1  | 3   | 2   | 1 | 2  | 1 | 10 | 5   | 10  | Rit | 2 | Rit | 3 | 219  |
| 3    | Loris Capirossi | Honda  | 8 | 2 | 8  | 7  | 2   | 3   | 3 | 10 | 8 | 3  | 2   | Rit | 3   | 3 | 2   | 5 | 210  |
| 4    | Alex Barros     | Honda  | 6 | 9 | 6  | 8  | 1   | Rit | 4 | 3  | 5 | 9  | Rit | 2   | 2   | 4 | 7   | 4 | 182  |
| 5    | Shin'ya Nakano  | Yamaha | 5 | 4 | 4  | 11 | 8   | 4   | 5 | 6  | 3 | NP | 9   | 7   | 6   | 7 | 4   | 9 | 155  |
| Pos. | Pilota          | Moto   |   |   |    |    |     |     |   |    |   |    |     |     |     |   |     |   | P.ti |

| Legenda                                                                        | 1º posto        | 2º posto        | 3º posto | A punti      | Senza punti        | Grassetto=Pole position Corsivo=Giro più veloce |
| Legenda                                                                        | Gara non valida | Non qualificato | Ritirato | Squalificato | "-" Dato non disp. | Grassetto=Pole position Corsivo=Giro più veloce |
| Fonte dei dati: motogp.com, racingmemo.free.fr, autosport.com, jumpingjack.nl. |                 |                 |          |              |                    |                                                 |

Classifica costruttori (prime tre posizioni)
| Pos. | Costruttore | Motocicletta         |   |   |   |   |   |   |   |   |   |   |   |   |   |   |   |    | P.ti |
| ---- | ----------- | -------------------- | - | - | - | - | - | - | - | - | - | - | - | - | - | - | - | -- | ---- |
| 1    | Honda       | NSR 500 e NSR 500 V2 | 1 | 1 | 1 | 3 | 1 | 1 | 2 | 1 | 5 | 1 | 1 | 2 | 1 | 1 | 1 | 1  | 367  |
| 2    | Yamaha      | YZR 500              | 2 | 4 | 2 | 1 | 3 | 2 | 1 | 2 | 1 | 4 | 3 | 4 | 4 | 2 | 3 | 2  | 295  |
| 3    | Suzuki      | RGV Γ 500            | 7 | 7 | 7 | 6 | 6 | 5 | 6 | 8 | 9 | 8 | 6 | 1 | 8 | 9 | 8 | 12 | 153  |

### Classe 250

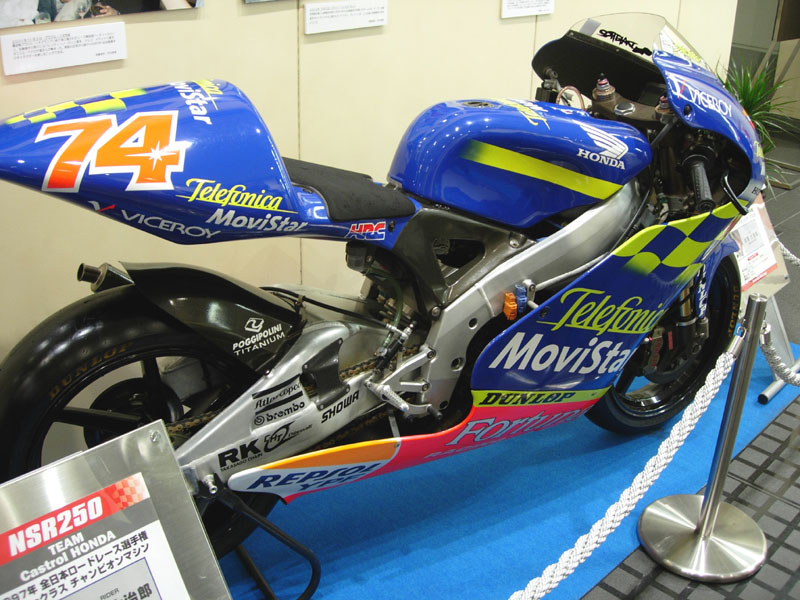
La Honda NSR 250 di Daijirō Katō.

Dopo che i primi due classificati dell'anno precedente, Olivier Jacque e Shin'ya Nakano, erano passati a gareggiare nella classe di cilindrata superiore, il titolo piloti fu ottenuto da Daijirō Katō su Honda NSR (terzo l'anno prima) che si aggiudicò anche 11 delle 16 prove disputate, aggiudicandosi matematicamente il titolo con due gare di anticipo e precedendo in classifica il connazionale Tetsuya Harada e Marco Melandri, entrambi su Aprilia RSW; le due case motociclistiche si classificarono nello stesso ordine anche nel campionato destinato ai costruttori. La Yamaha, vincitrice del titolo del 2000, piazzò il migliore dei suoi piloti, Naoki Matsudo, al nono posto.
Per la prima volta nella storia della categoria vi fu al via dei gran premi per l'intera stagione una donna, si tratta della tedesca Katja Poensgen che raccolse 2 punti in classifica iridata.
Il GP d'Olanda fu disturbato dal maltempo e vide la prima vittoria in carriera per il pilota nordirlandese Jeremy McWilliams (l'ultima vittoria di un pilota britannico in questa classe risaliva al 1983); fu anche l'unico pilota ad ottenere successi stagionali oltre ai primi tre in classifica generale, tre furono infatti di Harada e una di Melandri (alla prima vittoria in questa classe).

Classifica piloti (prime 5 posizioni)
| Pos. | Pilota         | Moto    |    |   |   |   |    |     |     |    |    |   |   |     |     |    |    |   | P.ti |
| ---- | -------------- | ------- | -- | - | - | - | -- | --- | --- | -- | -- | - | - | --- | --- | -- | -- | - | ---- |
| 1    | Daijirō Katō   | Honda   | 1  | 1 | 1 | 1 | 10 | 1   | 11  | 1  | 2  | 3 | 1 | 1   | Rit | 1  | 1  | 1 | 322  |
| 2    | Tetsuya Harada | Aprilia | 2  | 3 | 2 | 2 | 1  | 2   | 24  | 18 | 3  | 1 | 3 | 2   | 1   | 2  | 2  | 6 | 273  |
| 3    | Marco Melandri | Aprilia | 6  | 2 | 3 | 3 | 3  | Rit | 6   | 3  | 1  | 2 | 2 | Rit | Rit | NP | 11 | 2 | 194  |
| 4    | Roberto Rolfo  | Aprilia | 5  | 8 | 7 | 9 | 2  | 3   | Rit | 2  | 4  | 5 | 4 | 8   | 5   | 3  | 10 | 8 | 177  |
| 5    | Fonsi Nieto    | Aprilia | 11 | 5 | 5 | 5 | 5  | 5   | NP  | 6  | 10 | 4 | 7 | 3   | 4   | 5  | 3  | 4 | 167  |
| Pos. | Pilota         | Moto    |    |   |   |   |    |     |     |    |    |   |   |     |     |    |    |   | P.ti |

| Legenda                                                                        | 1º posto        | 2º posto        | 3º posto | A punti      | Senza punti        | Grassetto=Pole position Corsivo=Giro più veloce |
| Legenda                                                                        | Gara non valida | Non qualificato | Ritirato | Squalificato | "-" Dato non disp. | Grassetto=Pole position Corsivo=Giro più veloce |
| Fonte dei dati: motogp.com, racingmemo.free.fr, autosport.com, jumpingjack.nl. |                 |                 |          |              |                    |                                                 |

Classifica costruttori
| Pos. | Costruttore | Motocicletta |   |   |    |   |   |    |   |   |   |   |   |   |   |   |   |   | P.ti |
| ---- | ----------- | ------------ | - | - | -- | - | - | -- | - | - | - | - | - | - | - | - | - | - | ---- |
| 1    | Honda       | RS 250 R     | 1 | 1 | 1  | 1 | 6 | 1  | 2 | 1 | 2 | 3 | 1 | 1 | 2 | 1 | 1 | 1 | 361  |
| 2    | Aprilia     | RSV 250      | 2 | 2 | 2  | 2 | 1 | 2  | 1 | 2 | 1 | 1 | 2 | 2 | 1 | 2 | 2 | 2 | 345  |
| 3    | Yamaha      | YZR 250      | 4 | 7 | 12 | 8 | 9 | 10 | 3 | 5 | 8 | 8 | 6 | 6 | 7 | 9 | 7 | 9 | 142  |

### Classe 125

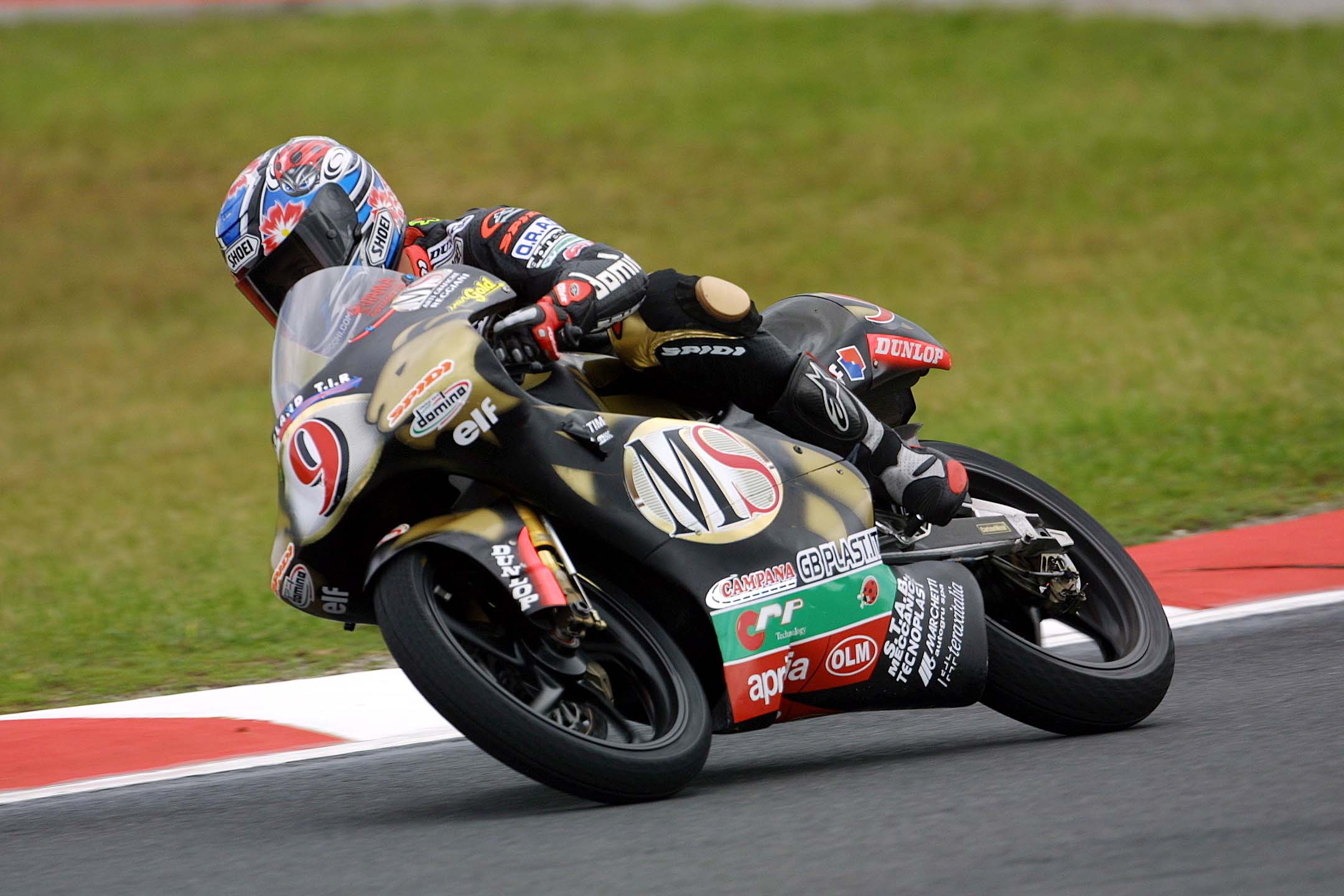
Lucio Cecchinello nel GP d'Australia.

In quest'anno il gruppo Piaggio acquisisce la Derbi, pertanto decise di ripresentare in corsa un altro marchio storico in suo possesso la Gilera; Manuel Poggiali con questa moto si aggiudicò il titolo iridato dei piloti, pur avendo vinto solo 3 gran premi in stagione. Fu anche il primo titolo ottenuto da un pilota di San Marino e il ritorno alla vittoria della Gilera nei gran premi dal motomondiale 1963.
Al secondo posto si classificò Yōichi Ui su Derbi che ottenne anche 6 vittorie nelle singole prove; al terzo posto giunse Toni Elías su Honda (2 vittorie).
La vittoria nel GP d'Italia con Noboru Ueda rappresentò anche la prima vittoria nel motomondiale per la Technical Sport Racing, preparatore di motociclette con motore Honda. Nel GP di Catalogna fu Aprilia a conquistare il suo 50º successo della storia.
Per quanto riguarda il titolo riservato ai costruttori, fu appannaggio della casa motociclistica giapponese Honda che precedette Aprilia e Gilera.

Classifica piloti (prime 5 posizioni)
| Pos. | Pilota            | Moto    |    |    |     |    |     |     |     |   |    |     |     |    |     |   |   |     | P.ti |
| ---- | ----------------- | ------- | -- | -- | --- | -- | --- | --- | --- | - | -- | --- | --- | -- | --- | - | - | --- | ---- |
| 1    | Manuel Poggiali   | Gilera  | 5  | 2  | Rit | 1  | 3   | 3   | Rit | 3 | 3  | Rit | 1   | 1  | 2   | 2 | 2 | 5   | 241  |
| 2    | Yōichi Ui         | Derbi   | 2  | 1  | Rit | 11 | 18  | 5   | Rit | 1 | 19 | 4   | 2   | 4  | 1   | 1 | 1 | 1   | 232  |
| 3    | Toni Elías        | Honda   | 16 | 18 | 13  | 3  | 4   | 2   | 1   | 2 | 2  | 1   | 3   | 2  | Rit | 3 | 6 | 4   | 217  |
| 4    | Lucio Cecchinello | Aprilia | 6  | 19 | 2   | 5  | Rit | 1   | Rit | 5 | 5  | 2   | 16  | 8  | 4   | 5 | 3 | Rit | 156  |
| 5    | Masao Azuma       | Honda   | 1  | 10 | 1   | 8  | 8   | Rit | Rit | 4 | 4  | 13  | Rit | 23 | 5   | 4 | 8 | 7   | 142  |
| Pos. | Pilota            | Moto    |    |    |     |    |     |     |     |   |    |     |     |    |     |   |   |     | P.ti |

| Legenda                                                                        | 1º posto        | 2º posto        | 3º posto | A punti      | Senza punti        | Grassetto=Pole position Corsivo=Giro più veloce |
| Legenda                                                                        | Gara non valida | Non qualificato | Ritirato | Squalificato | "-" Dato non disp. | Grassetto=Pole position Corsivo=Giro più veloce |
| Fonte dei dati: motogp.com, racingmemo.free.fr, autosport.com, jumpingjack.nl. |                 |                 |          |              |                    |                                                 |

Classifica costruttori (prime tre posizioni)
| Pos. | Costruttore | Motocicletta |   |   |     |   |   |   |     |   |   |     |   |   |   |   |   |   | P.ti |
| ---- | ----------- | ------------ | - | - | --- | - | - | - | --- | - | - | --- | - | - | - | - | - | - | ---- |
| 1    | Honda       | RS 125 R     | 1 | 5 | 1   | 2 | 4 | 2 | 1   | 2 | 2 | 1   | 3 | 2 | 3 | 3 | 4 | 3 | 301  |
| 2    | Aprilia     | RS 125 R     | 3 | 4 | 2   | 4 | 2 | 1 | 3   | 5 | 1 | 2   | 4 | 5 | 4 | 5 | 3 | 2 | 263  |
| 3    | Gilera      | 125 GP       | 5 | 2 | Rit | 1 | 3 | 3 | Rit | 3 | 3 | Rit | 1 | 1 | 2 | 2 | 2 | 5 | 241  |